# Lang zullen ze leven
Lang zullen ze leven is het 83ste stripverhaal van De Kiekeboes. De reeks wordt getekend door striptekenaar Merho. Het album verscheen in december 1999.

## Verhaal
De familie Kiekeboe krijgt thuis bezoek van hun vroegere buurman, Staf Auder. Hij komt om hun hulp vragen, omdat hij vindt dat er vreemde dingen gebeuren in het bejaardentehuis waar hij verblijft, Incontinental Hotel. Hij windt zich echter enorm op en sterft in de woonkamer van de Kiekeboes aan een hartaanval. Fanny infiltreert daarom in het bejaardentehuis en ontdekt dat de ouderlingen die een uitstapje naar de Ardennen maken, niet meer terugkeren. Bovendien worden de oudjes geterroriseerd door de lesbische directrice Greet Schap. Een van de oudjes, Sien Haesappel, wil Fanny koste wat het kost doen geloven dat er erge dingen gebeuren in de Ardennen, en dit tot grote ergernis van Greet Schap. Wanneer Fanny in het kantoor van Greet Schap betrapt wordt terwijl ze in haar papieren aan het snuffelen is, wordt ze opgesloten in de kelder. Maar Sientje heeft een duplicaat van de sleutel en bevrijdt haar.
Thuisgekomen vertelt Fanny wat er gebeurd is, vertrekt de familie Kiekeboe naar Bouregatte in de Ardennen, waar de oudjes op reis gaan. Marcel Kiekeboe infiltreert als oudje in het verblijf, waar hij ontdekt dat de bejaarden worden behandeld met een parfumtherapie, waardoor ze niet alleen erg oud, maar ook erg groot worden.